# Schlatenbach (Gschlössbach)
Der Schlatenbach ist ein Bach in der Gemeinde Matrei in Osttirol (Bezirk Lienz). Er entspringt als Gletscherbach am Schlatenkees an  und mündet westlich der Almsiedlung Innergschlöss von rechts in den Gschlössbach.

## Verlauf
Der Schlatenbach entspringt am sogenannten Unteren Keesboden, der Gletscherzunge des Schlatenkees. Der Schlatenkees erstreckt sich dabei zwischen dem Hohen Gletscherdach und dem Tauernhauptkamm mit den Dreitausendern Kleinvenediger, Großvenediger, Hohes Aderl, Rainerhorn, Schwarze Wand, Hoher Zaun und Kristallwand.  Das Einzugsgebiet des Schlatenbachs wird im Norden von der Verlängerung des Kleinvenedigerostgrats begrenzt, der sich über den Niederen Zaun und den Inneren Kesselkopf bis zum Vorderen Kesselkopf zieht. Im Süden begrenzt der Gschlösskamm mit dem Löbbenkopf sowie dem Inneren und Äußeren Knorrkogel das Einzugsgebiet des Schlatenbachs. Hier befindet sich zwischen Innerem und Äußerem Knorrkogel auch das Karleskees, dass vom Karlesbach entwässert wird. Dieser bildet den einzigen Nebenfluss des Schlatenbachs.
Der Schlatenbach fließt von seinem Ursprung zunächst nach Osten und biegt nach rund 800 Metern nach Nordosten ab. Er fließt bis zur Einmündung des Karlesbach durch eine von Geröllhalden umgebene, mittelsteile Umlagerungsstrecke. Im Anschluss durchquert er eine mit Nadelbäumen und Sträuchern bewachsene Felsschlucht und stürzt über einen rund 300 Meter erstreckenden Wasserfall. Vor seiner Mündung bildet er eine weite Ausschotterungsstrecke aus, bevor er rechtsseitig in den Gschlössbach mündet.
Der Schlatenbach ist durch den Gletscherweg Innergschlöss erschlossen. er liegt zur Gänze im Nationalpark Hohe Tauern, wobei sich fast der gesamte Bachverlauf in der Kernzone befindet. Lediglich ein kurzes Stück oberhalb der Mündung zählt zur Außenzone.

## Namensherkunft
Der Name des Schlatenbachs leitet sich vom slawischen Wort zlato (Gold) ab und deutet auf eine Erzlagerstätte in diesem Bereich hin.